# Lista powiatów Królestwa Galicji i Lodomerii w latach 1850–1918

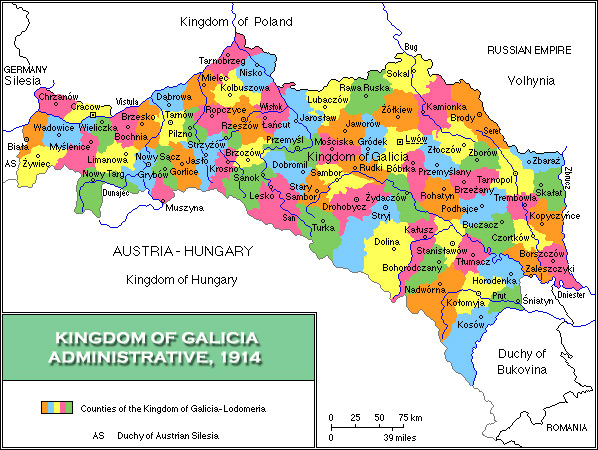
Mapa administracyjna Królestwa Galicji z lata 1876–1896. Uwaga: Wbrew opisowi, mapa nie przedstawia stanu z 1914 roku, ponieważ nie uwzględnia ośmiu powiatów utworzonych w latach 1896–1912: Podgórze (1896), Strzyżów (1896), Peczeniżyn (1898), Przeworsk (1899), Zborów (1904), Oświęcim (1910), Skole (1911) i Radziechów (1912). Wreszcie błędnie przedstawia powiat Muszyna, zniesiony na skutek reformy w 1867 roku.

## Podział administracyjny w latach 1850–1854
W czasie reformy administracyjnej w 1850 utworzono nowy, dwustopniowy podział administracyjny Królestwa Galicji i Lodomerii, likwidując dotychczasowe cyrkuły i wprowadzając 3 okręgi rządowe (niem. Regierungsbezirke) z siedzibami w Krakowie, Lwowie i Stanisławowie, dzielące się na 63 powiaty (niem. (Bezirkshauptmannschaften) w następujący sposób:
Okręg Kraków:
1. Kraków
2. Chrzanów
3. Podgórze
4. Kęty
5. Żywiec
6. Wadowice
7. Jordanów
8. Nowy Targ
9. Dobczyce
10. Bochnia
11. Stary Sącz
12. Nowy Sącz
13. Grybów
14. Gorlice
15. Jasło
16. Tarnów
17. Dąbrowa
18. Sędziszów
19. Pilzno
20. Mielec
21. Dukla
22. Krosno
23. Rzeszów
24. Łańcut
25. Rozwadów
26. Przeworsk

Okręg Lwów:
1. Dubiecko
2. Jarosław
3. Przemyśl
4. Jaworów
5. Lubaczów
6. Sambor
7. Sanok
8. Dobromil
9. Stare Miasto
10. Drohobycz
11. Stryj
12. Rawa
13. Żółkiew
14. Sokal
15. Brody
16. Lwów
17. Chodorów
18. Gródek
19. Złoczów

Okręg Stanisławów:
1. Załoźce
2. Tarnopol
3. Skałat
4. Bursztyn
5. Brzeżany
6. Podhajce
7. Trembowla
8. Czortków
9. Borszczów
10. Buczacz
11. Kałusz
12. Dolina
13. Stanisławów
14. Tyśmienica
15. Nadwórna
16. Horodenka
17. Kołomyja
18. Kuty

Wstrzymanie reform ery Bacha w 1853 doprowadziło do kolejnej reformy administracyjnej.

## Podział administracyjny w latach 1854–1867
W 1854 zostały przywrócone cyrkuły, które zostały połączone w dwa obszary administracyjne (niem. Verwaltungsgebiet) we Lwowie i Krakowie i podzielone na 178 powiatów – 110 w obszarze we Lwowie i 68 w obszarze w Krakowie.
1 maja 1860 roku rozwiązano cyrkuły wadowicki, jasielski i bocheński, a także obszar administracyjny w Krakowie, pozostałe 18 cyrkułów zniesiono 23 września (weszło w życie 31 października) 1865 roku. 28 lutego 1867 zreorganizowano kompletnie sieć powiatów: w miejsce 179 małych powiatów utworzono 74 nowe duże powiaty ziemskie, obok dwóch powiatów miejskich (Kraków i Lwów). W przeddzień wybuchu I wojny światowej liczba powiatów wynosiła 84.

### Cyrkuły i małe powiaty (1854–1867)[7]

#### Obszar administracyjny Lwów (1854–1867)
- Cyrkuł brzeżański
  - Bezirk Bóbrka
  - Bezirk Brzeżan (Brzeżany)
  - Bezirk Bursztyn
  - Bezirk Chodorów
  - Bezirk Kozowa
  - Bezirk Podhajce
  - Bezirk Przemyślany
  - Bezirk Rohatyn

- Cyrkuł czortkowski
  - Bezirk Borszczów
  - Bezirk Budzanów
  - Bezirk Czortków
  - Bezirk Husiatyn
  - Bezirk Jazłowiec
  - Bezirk Kopyczyńce
  - Bezirk Mielnica
  - Bezirk Tłuste
  - Bezirk Zaleszczyk (Zaleszczyki)

- Cyrkuł kołomyjski
  - Bezirk Gwoździec
  - Bezirk Horodenka
  - Bezirk Kołomea (Kołomyja)
  - Bezirk Kossów (Kosów)
  - Bezirk Kutty (Kuty)
  - Bezirk Obertyn
  - Bezirk Peczeniżyn
  - Bezirk Śniatyn
  - Bezirk Zabłotów

- cyrkuł miejski Lemberg
  - Magistrat der Hauptstadt Lemberg (Lwów-Miasto)

- Cyrkuł lwowski
  - Bezirk Gródek
  - Bezirk Janów
  - Bezirk Lemberg (Lwów-Okolica)
  - Bezirk Szczerzec
  - Bezirk Winniki

- Cyrkuł przemyski
  - Bezirk Jaroslau (Jarosław)
  - Bezirk Jaworów
  - Bezirk Krakowiec
  - Bezirk Mościska
  - Bezirk Niżankowice
  - Bezirk Przemyśl
  - Bezirk Radymno
  - Bezirk Sądowa Wisznia
  - Bezirk Sieniawa

- Cyrkuł samborski
  - Bezirk Borynia
  - Bezirk Drohobycz
  - Bezirk Komarno
  - Bezirk Łąka
  - Bezirk Medenice
  - Bezirk Podbuż
  - Bezirk Rudki
  - Bezirk Sambor
  - Bezirk Starasól
  - Bezirk Staremiasto
  - Bezirk Turka

- Cyrkuł sanocki
  - Bezirk Baligród
  - Bezirk Bircza
  - Bezirk Brzozów
  - Bezirk Bukowsko
  - Bezirk Dobromil
  - Bezirk Dubiecko
  - Bezirk Lisko
  - Bezirk Lutowiska
  - Bezirk Rymanów
  - Bezirk Sanok
  - Bezirk Ustrzyki Dolne

- Cyrkuł stanisławowski
  - Bezirk Bohorodczany
  - Bezirk Buczacz
  - Bezirk Delatyn
  - Bezirk Halicz
  - Bezirk Monasterzyska
  - Bezirk Nadwórna
  - Bezirk Sołotwina
  - Bezirk Stanislau (Stanisławów)
  - Bezirk Tłumacz
  - Bezirk Tyśmienica

- Cyrkuł stryjski
  - Bezirk Bolechów
  - Bezirk Dolina
  - Bezirk Kałusz
  - Bezirk Mikołajów
  - Bezirk Rożniatów
  - Bezirk Skole
  - Bezirk Stryj
  - Bezirk Woyniłów (Wojniłów)
  - Bezirk Żurawno

- Cyrkuł tarnopolski
  - Bezirk Grzymałów
  - Bezirk Ihrowice
  - Bezirk Medyń
  - Bezirk Mikulińce
  - Bezirk Skałat
  - Bezirk Tarnopol
  - Bezirk Trembowla
  - Bezirk Zbaraż
  - Bezirk Złotniki

- Cyrkuł złoczowski
  - Bezirk Brody
  - Bezirk Busk
  - Bezirk Gliniany
  - Bezirk Kamionka Strumiłowa
  - Bezirk Łopatyn
  - Bezirk Olesko
  - Bezirk Radziechów
  - Bezirk Załoźce
  - Bezirk Zborów
  - Bezirk Złoczów

- Cyrkuł żółkiewski
  - Bezirk Bełz
  - Bezirk Cieszanów
  - Bezirk Kulików
  - Bezirk Lubaczów
  - Bezirk Mosty Wielkie
  - Bezirk Niemirów
  - Bezirk Rawa
  - Bezirk Sokal
  - Bezirk Uhnów
  - Bezirk Żółkiew

#### Obszar administracyjny Kraków (1854–1867)
- Cyrkuł bocheński (do 1860, od 1860 część cyrkułu krakowskiego[8])
  - Bezirk Bochnia
  - Bezirk Brzesko
  - Bezirk Dobczyce
  - Bezirk Niepołomice
  - Bezirk Podgórze
  - Bezirk Radłów
  - Bezirk Wieliczka
  - Bezirk Wiśnicz
  - Bezirk Woynicz (Wojnicz)

- Cyrkuł jasielski (do 1860[8])
  - Bezirk Biecz (od 1860 cyrkuł sądecki)
  - Bezirk Brzostek (od 1860 cyrkuł tarnowski)
  - Bezirk Dukla (od 1860 cyrkuł sanocki)
  - Bezirk Frysztak (od 1860 cyrkuł tarnowski)
  - Bezirk Gorlice (od 1860 cyrkuł sądecki)
  - Bezirk Jasło (od 1860 cyrkuł tarnowski)
  - Bezirk Krosno (od 1860 cyrkuł sanocki)
  - Bezirk Strzyżów (od 1860 cyrkuł rzeszowski)
  - Bezirk Żmigród (od 1860 cyrkuł sanocki)

- cyrkuł miejski Krakau
  - Magistrat der Stadt Krakau (Kraków-Miasto)

- Cyrkuł krakowski
  - Bezirk Chrzanów
  - Bezirk Jaworzno
  - Bezirk Krzeszowice
  - Bezirk Liszki
  - Bezirk Mogiła

- Cyrkuł rzeszowski
  - Bezirk Głogów
  - Bezirk Leżaysk (Leżajsk)
  - Bezirk Łańcut
  - Bezirk Nisko
  - Bezirk Przeworsk
  - Bezirk Rozwadów
  - Bezirk Rzeszów
  - Bezirk Sokołów
  - Bezirk Tyczyn
  - Bezirk Ulanów
  - Bezirk Tarnobrzeg

- Cyrkuł sądecki
  - Bezirk Alt-Sandec (Stary Sącz)
  - Bezirk Ciężkowice
  - Bezirk Czarny Dunajec
  - Bezirk Grybów
  - Bezirk Krościenko
  - Bezirk Limanowa
  - Bezirk Muszyna (później przekształcony w Bezirk Krynica)
  - Bezirk Neumarkt (Nowy Targ)
  - Bezirk Neu-Sandec (Nowy Sącz)
  - Bezirk Tymbark (później przekształcony w Bezirk Skrzydlna)

- Cyrkuł tarnowski
  - Bezirk Dembica (Dębica)
  - Bezirk Dombrowa (Dąbrowa)
  - Bezirk Kolbuszów (Kolbuszowa)
  - Bezirk Mielec
  - Bezirk Pilsno (Pilzno)
  - Bezirk Ropczyce
  - Bezirk Tarnów
  - Bezirk Tuchów
  - Bezirk Zassów
  - Bezirk Żabno

- Cyrkuł wadowicki (do 1860, od 1860 część cyrkułu krakowskiego[8]
  - Bezirk Andrychau (Andrychów)
  - Bezirk Biała
  - Bezirk Jordanów
  - Bezirk Kalwarya (Kalwaria)
  - Bezirk Kenty (Kęty)
  - Bezirk Maków
  - Bezirk Milówka
  - Bezirk Myślenice
  - Bezirk Oświęcim
  - Bezirk Seypusch (Żywiec)
  - Bezirk Skawina
  - Bezirk Ślemień
  - Bezirk Wadowice

## Powiaty 1867–1918

### 74 oryginalne powiaty ziemskie[9]
1. Biała
2. Bircza (do 1876.09.30)
3. Bóbrka
4. Bochnia
5. Bohorodczany
6. Borszczów
7. Brody
8. Brzesko
9. Brzeżany
10. Brzozów
11. Buczacz
12. Chrzanów
13. Cieszanów
14. Czortków
15. Dąbrowa
16. Dolina
17. Drohobycz
18. Gorlice
19. Gródek
20. Grybów
21. Horodenka
22. Husiatyn
23. Jarosław
24. Jasło
25. Jaworów
26. Kałusz
27. Kamionka Strumiłowa
28. Kolbuszowa
29. Kołomyja
30. Kosów
31. Kraków
32. Krosno
33. Limanowa
34. Lisko
35. Lwów
36. Łańcut
37. Mielec
38. Mościska
39. Myślenice
40. Nadwórna
41. Nisko
42. Nowy Sącz
43. Nowy Targ
44. Pilzno
45. Podhajce
46. Przemyśl
47. Przemyślany
48. Rawa
49. Rohatyn
50. Ropczyce
51. Rudki
52. Rzeszów
53. Sambor
54. Sanok
55. Skałat
56. Sniatyn
57. Sokal
58. Stanisławów
59. Staremiasto (od 1900.01.01 Stary Sambor)
60. Stryj
61. Tarnobrzeg
62. Tarnopol
63. Tarnów
64. Tłumacz
65. Trembowla
66. Turka
67. Wadowice
68. Wieliczka
69. Zaleszczyki
70. Zbaraż
71. Złoczów
72. Żółkiew
73. Żydaczów
74. Żywiec

### 2 oryginalne powiaty miejskie
1. Kraków
2. Lwów

### Powiaty ziemskie utworzone na skutek kolejnych zmian
1. Dobromil (od 1876.10.01[10])
2. Podgórze (od 1896.09.15[11])
3. Strzyżów (od 1896.09.15[12])
4. Peczeniżyn (od 1898.06.15[13])
5. Przeworsk (od 1899.11.01[14])
6. Zborów (od 1904.09.01[15])
7. Oświęcim (od 1910.07.01[16])
8. Skole (od 1911.01.01[17])
9. Radziechów (od 1912.01.01[18])

## Po przejściu pod administrację polską

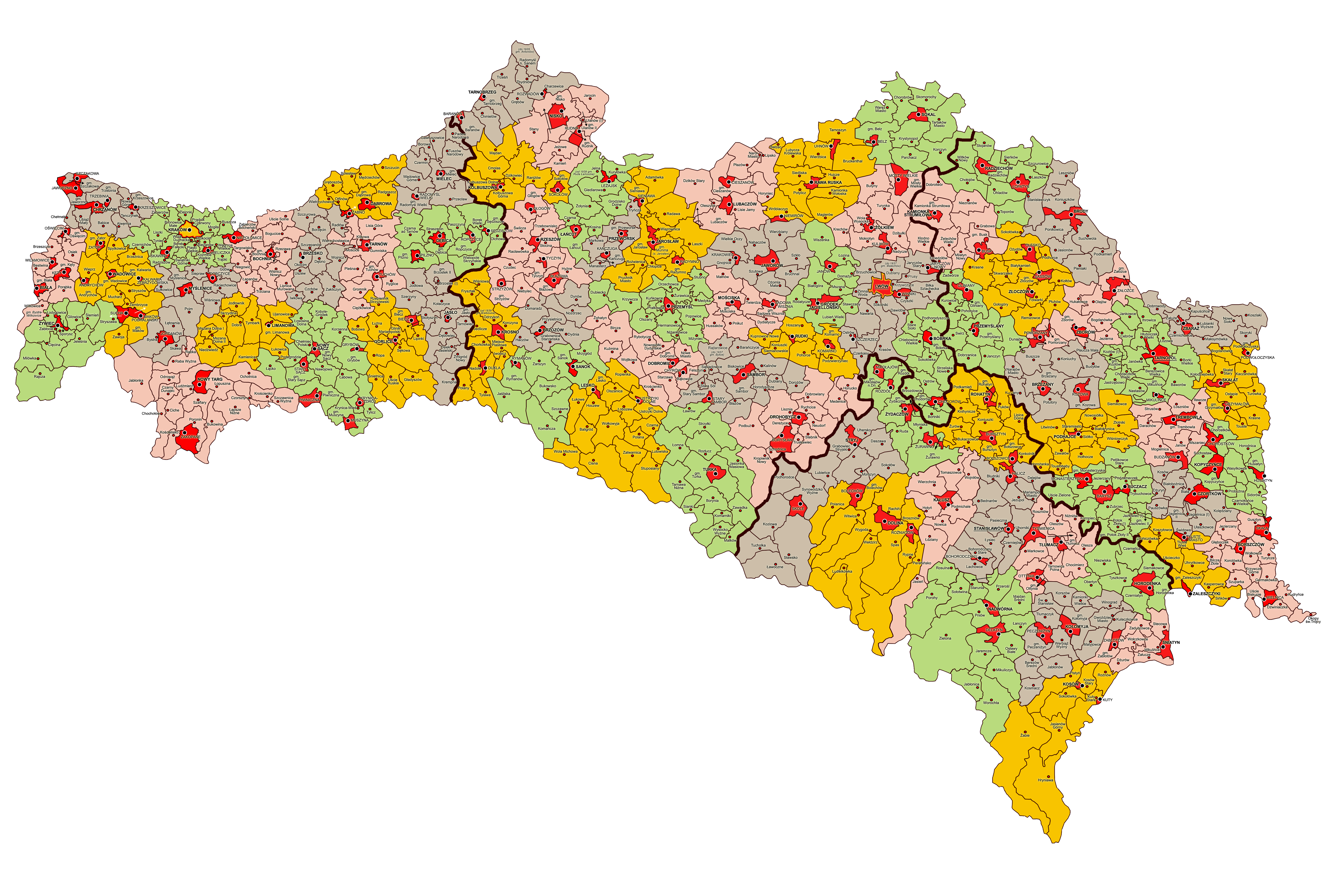
Obszar Galicji pod administracją polską w 1938 roku (obszar ten obejmuje także powiat zniesionego powiatu spisko-orawskiego (w obrębie powiatu nowotarskiego), który nigdy nie należał do Galicji, lecz do Krajów Korony Świętego Stefana (Węgier).

Po przejściu obszaru Galicji pod administrację polską zachowano inicjalnie austriacki podział na 84 powiatów (82 ziemskie i 2 miejskie), które w 1920 roku weszły w skład czterech województw: krakowskiego, lwowskiego, stanisławowskiego i tarnopolskiego. W kolejnych latach dokonano następujące zmiany na szczeblu powiatowym (pomijając drobne zmiany granic między powiatami):
1. Cieszanów – powiat zniesiono 1923-01-01 i przekształcono w powiat lubaczowski[19]
2. Podgórze – powiat zniesiono 1924-01-01 i włączono do powiatu krakowskiego[20]
3. Maków – nowy powiat utworzony 1924-01-01 z części powiatów żywieckiego i myślenickiego[21]
4. Husiatyn – powiat zniesiono 1925-07-01 i przekształcono w powiat kopyczyniecki[22]
5. Nowy Targ – do powiatu włączono 1925-07-01 zniesiony powiat spisko-orawski, którego obszar nigdy nie należał do Galicji, lecz do Krajów Korony Świętego Stefana (Węgier)[23]
6. Lisko – zmiana nazwy 1931-03-03 na Lesko[24]
7. Turka – zmiana województwa 1931-04-17 ze stanisławowskiego na lwowskie[25]
8. Peczeniżyn – powiat zniesiono 1929-04-01 i włączono do powiatu kołomyjskiego[26]
9. Bohorodczany – powiat zniesiono 1932-04-01 i włączono do powiatów nadwórniańskiego i stanisławowskiego[27]
10. Grybów – powiat zniesiono 1932-04-01 i włączono do powiatów nowosądeckiego, gorlickiego i tarnowskiego[28]
11. Maków –  powiat zniesiono 1932-04-01 i włączono do powiatów żywieckiego, myślenickiego, nowotarskiego i wadowickiego[28]
12. Oświęcim – powiat zniesiono 1932-04-01 i włączono do powiatów bialskiego i wadowickiego[28]
13. Pilzno – powiat zniesiono 1932-04-01 i włączono do powiatów ropczyckiego i jasielskiego[28]
14. Skole – powiat zniesiono 1932-04-01 i włączono do powiatu stryjskiego[27]
15. Stary Sambor – powiat zniesiono 1932-04-01 i włączono do powiatów samborskiego i turczańskiego[29]
16. Strzyżów – powiat zniesiono 1932-04-01 i włączono do powiatów rzeszowskiego i krośnieńskiego[29]
17. Wieliczka – powiat zniesiono 1932-04-01 i włączono do powiatów krakowskiego i myślenickiego[28]
18. Ropczyce – powiat zniesiono 1937-04-01 i przekształcono w powiat dębicki[30]